# Světlana Romašinová
Světlana Alexejevna Romašinová (rusky Светлана Алексеевна Ромашина, * 21. září 1989 Moskva, Sovětský svaz) je ruská reprezentantka v synchronizovaném plavání.

## Sportovní kariéra
Začínala jako baletka, od devíti let se věnovala synchronizovanému plavání a roku 2005 debutovala v reprezentaci. Těží z mimořádných fyzických dispozic, když dokáže zadržet dech na čtyři a půl minuty. Třikrát vyhrála olympiádu v soutěži družstev (2008, 2012 a 2016) a dvakrát v soutěži dvojic spolu s Nataljou Iščenkovou (2012 a 2016). Má osmnáct titulů mistryně světa a desetkrát se stala mistryní Evropy, dva zlaté medaile získala na Letní univerziádě 2013 v Kazani.

## Osobní život
Vystudovala sportovní management na Moskevské státní univerzitě ekonomiky, statistiky a informatiky. Roku 2015 se provdala za jachtaře Nikolaje Zacharova.

## Ocenění
Je držitelkou Řádu přátelství (2009), Řádu Za zásluhy o vlast (2012) a Řádu cti (2016). Mezinárodní plavecká federace ji vyhlásila nejlepší synchronizovanou plavkyní světa v letech 2011, 2013 a 2015.